# 프랑코 곤살레스
프랑코 곤살레스(스페인어: Franco González Fernández, 2003년 8월 20일~)는 우루과이의 축구 선수로, 페냐롤과 우루과이 연령별 대표팀에서 미드필더로 활동하고 있다.

## 국가대표팀 경력
2023년 FIFA U-20 월드컵에서 우승한 우루과이 대표팀의 일원이다.